# Juan de la Vega (football)
Pour les articles homonymes, voir Juan de la Vega.
Juan Alberto de la Vega Durand, né dans le district de Chorrillos à Lima le 10 mars 1934, est un footballeur international péruvien qui jouait au poste de milieu de terrain. Il est considéré comme l'une des idoles de l'Alianza Lima dont il a été le capitaine dans les années 1960.

## Biographie

### Carrière en club
Juan de la Vega commence sa carrière en 2e division péruvienne au sein du Carlos Concha. En 1958, il est transféré au Mariscal Castilla où il fait ses débuts en 1re division. 
Mais c'est au sein de l'Alianza Lima qu'il fera l'essentiel de sa carrière remportant notamment trois championnats du Pérou en 1962, 1963 et 1965. Il dispute par ailleurs trois éditions de la Copa Libertadores avec ce club en 1963, 1964 et 1966 (16 matchs en tout).
Il termine sa carrière en 1970 à l'Octavio Espinosa de Ica.

### Carrière en équipe nationale
International péruvien, Juan de la Vega reçoit 18 sélections entre 1959 et 1968 (aucun but marqué). Il prend part notamment à deux championnats sud-américains en 1959 en Argentine (six matchs joués) et en 1963 en Bolivie (cinq rencontres).

## Palmarès
Alianza Lima
- Championnat du Pérou (3) :
  - Champion : 1962, 1963 et 1965.